# Political Disasters
Polical Disasters è un film del 2009 diretto da Zach Horton.
Pellicola statunitense con protagonisti Tim DeKay e Barbara Bain.

## Trama
All'inizio del nuovo millennio due famiglie interdipendenti fanno di tutto per liberarsi dalla propria vita disonesta.